# Grégory Cerdan
Grégory Cerdan (Saint-Denis, 28 juli 1982) is een Franse voetballer (verdediger) die sinds 2004 voor de Franse tweedeklasser Le Mans UC uitkomt.

## Carrière
- 2003-2004: L'Entente SSG
- 2004- nu : Le Mans UC